# Samtgemeinde Elbtalaue
La comunità amministrativa di Elbtalaue (Samtgemeinde Elbtalaue) si trova nel circondario di Lüchow-Dannenberg nella Bassa Sassonia, in Germania.

## Suddivisione
Comprende 10 comuni:
1. Damnatz
2. Dannenberg (città)
3. Göhrde
4. Gusborn
5. Hitzacker (Elbe) (città)
6. Jameln
7. Karwitz
8. Langendorf
9. Neu Darchau
10. Zernien

Il capoluogo è Dannenberg.